# Château de Kurono
Le château de Kurono (黒野城, Kurono-jō) fut construit par Katō Sadayasuen en 1597 dans la province de Mino au Japon. C'est à peine si la durée de vie du château couvrit les périodes Sengoku et Edo, puisque le château fut démoli en 1610. Il appartint successivement aux clans Saitō, Oda et Toyotomi.

## Histoire
Bien que Sadayasu, le constructeur du château supportât le clan Toki, son père, Katō Mitsuyasu, supportait le clan Saitō et Toyotomi Hideyoshi, qui fournit nombre des pierres qui servirent à la construction du château. Mitsuyasu se joignit à la guerre Imjin, mais mourut de maladie en 1593 sur le chemin du retour, laissant Sadayasu avec la responsabilité de la construction.

## Actuellement
Il y a, à présent, un indicateur de pierre pour marquer l'ancien emplacement du château. Les environs ont été transformés en parc. Bien que le tenshu (donjon) n'existe plus, le fossé, les murs en terre et les pierres de fondation sont toujours en place.

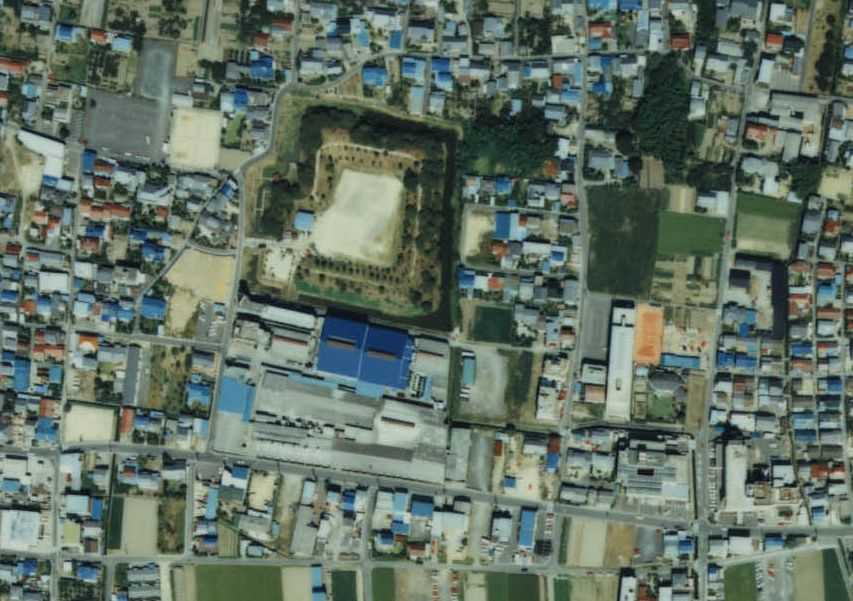
Vue aérienne du château.
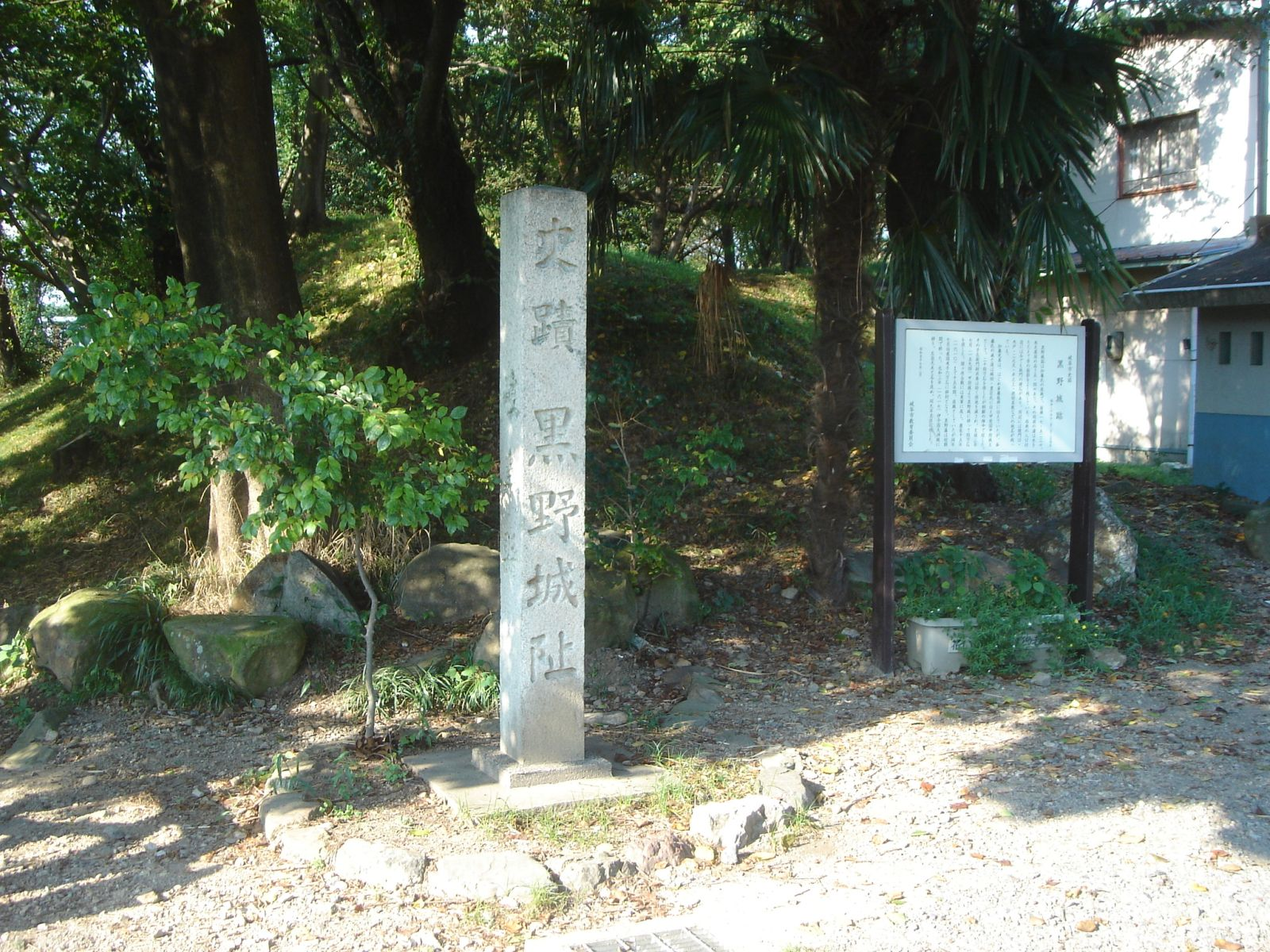
Stèle à l'emplacement du château.